# Флавий Эарин
Фла́вий Эа́рин (лат. Flavius Earinus) — красавец-евнух, виночерпий и любимец римского императора Домициана (I век н. э.). Известен благодаря произведениям двух крупнейших латинских поэтов эпохи Домициана — Марциала и Стация; упоминается также в сохранившихся извлечениях из «Римской истории» Диона Кассия (LXVII, 2).
У Марциала шесть коротких стихотворений об Эарине составляют маленький цикл в IX книге эпиграмм (№№ 11, 12(13), 13(12), 16, 17, 36). В них обыгрывается имя Эарина, означающее по-гречески «весенний», которое в любой грамматической форме начинается с трёх кратких слогов и потому создаёт трудности для поэта; содержатся комплименты сладостно-нежной красоте юноши, сопоставляемого с мифическими Аттисом (евнухом, любимцем Кибелы) и Ганимедом (виночерпием и любимцем Юпитера) — оба персонажа, как и Эарин, фригийского происхождения; рассказывается о зеркале и срезанных локонах, которые Эарин отослал в храм Асклепия.
Стаций посвятил Эарину длинное, в 106 строк, стихотворение № 4 в III книге сборника «Сильвы». Оно даёт больше материала для биографии Эарина, которую из всех имеющихся источников можно восстановить следующим образом.
Эарин родился в городе Пергам (Малая Азия). С детства отличавшегося красотой, его доставили в Рим для службы императору и там кастрировали. Судя по аллегорическому описанию процесса оскопления у Стация, тестикулы мальчика не удалили, но раздавили рукой в горячей воде — такая разновидность евнуха называлась thlibias (от др.-греч. θλιβίας, «сжатый»). Домициан сильно привязался к рабу. Через некоторое время он издал указ, запрещавший кастрировать мальчиков; высказывалось предположение, что это могло быть сделано под влиянием Эарина. Затем, когда Эарин начал взрослеть, император отпустил его на свободу. По обычаю, вольноотпущенник получил при этом родовое имя Домициана, «Флавий».
Эарин коротко остригся — такой символический жест воспринимался в античности как знак вхождения во взрослую жизнь, заявление о себе как о мужчине — и отправил срезанные пряди волос вместе со своим металлическим ручным зеркалом в украшенном золотом и драгоценными камнями ларце как приношение божеству в храм бога врачевания Асклепия в родном Пергаме. К этому времени (около 94 года н. э.) относятся рассказывающие про дар широкой публике эпиграммы Марциала и стихотворение, заказанное Стацию. О дальнейшей судьбе Эарина ничего не известно.